# Шафран анкарский
Шафран анкарский, или шафран турецкий, или крокус анкарский (лат. Crocus ancyrensis, тур. Ankara çiğdemi) — многолетнее клубнелуковичное травянистое растение, вид рода Шафран (Crocus) семейства Ирисовые, или Касатиковые (Iridaceae). Эндемик Турции, согласно классификации IUCN находящиеся под наименьшей угрозой исчезновения (LC). Получил имя по античному названию Анкары — Ancyra.

## Распространение
В дикой природе произрастает на северо-востоке Турции и в Центральной Анатолии. Широко распространён в илах Амасья, Анкара, Болу, Чорум, Кастамону, Кыршехир, Кайсери, Кахраманмараш, Самсун, Сивас и Йозгат. Произрастает на высоте 1000-1600 метров, на скалистых почвах, сухих высокогорных лесах и лугах, в кустарниковых и хвойных лесах. Морозоустойчив, не любит жару, любит воду.
Широко выращивается в Европе в качестве садового клубнелуковичного растения и известен под названием «Golden Bunch» (золотой букет).

## Ботаническое описание
Шафран, или крокус анкарский - многолетнее клубнелуковичное растение, достикает в высоту 10—12 см.
Найден и открыт в XIX в. учёными Уильямом Гербертом и Дж. Мавом, в качестве самостоятельного вида признан после проведения исследовательских работ в Королевских ботанических садах Кью в 1881 году.
Клубнелуковицы крокуса анкарского покрыты чешуями с жесткой сеткой, образованной сплетениями волокон оболочки. Согласно классификации английского ботаника Дж. Мава (1886 г.) (англ. G. Maw), по строению клубнелуковицы Crocus ancyrensis относится к секции Crocus.
Листья узкие, шириной 0.5-1 мм, вытягиваются в длину после цветения. Цветок яркого оранжево-жёлтого цвета в виде небольшого «бокальчика» на светлой ножке, широко раскрывается по мере распускания. Из одной луковицы вырастает множество цветков, создающие иллюзию букета. Расцветает после таяния снегов, период цветения февраль-март. Период цветения длится до 20 дней.
Крокус анкарский имеет значительные внешние сходства с Шафраном жёлтым (Crocus flavus), однако отличается от него более золотистым цветом и более тонкими листьями.
Из-за высокого содержания крахмала и сахара луковицы этого растения ранее употреблялись в пищу в сыром или варёном виде, однако, из-за внешнего сходства с широко распространённым в тех же регионах безвременником (Colchicum), который является ядовитым, употребление луковиц крокусов прекратилось.

## Таксономия
Вид Шафран анкарский входит в род Шафран (Crocus) подсемейства Crocoideae семейства Ирисовые (Iridaceae) порядка Спаржецветные (Asparagales).
|  |                                      |  |                                                             |                                                             |                    |  | ещё 24 семейства (согласно Системе APG II) | ещё 24 семейства (согласно Системе APG II)   |                                              |  |  |  | ещё около 30 родов | ещё около 30 родов   |  |  |
|  |                                      |  |                                                             |                                                             |                    |  | ещё 24 семейства (согласно Системе APG II) | ещё 24 семейства (согласно Системе APG II)   |                                              |  |  |  | ещё около 30 родов | ещё около 30 родов   |  |  |
|  |                                      |  |                                                             | порядок Спаржецветные                                       |                    |  |                                            |                                              | подсемейство Котовниковые                    |  |  |  |                    | вид Шафран анкарский |  |  |
|  |                                      |  |                                                             | порядок Спаржецветные                                       |                    |  |                                            |                                              | подсемейство Котовниковые                    |  |  |  |                    | вид Шафран анкарский |  |  |
|  | отдел Цветковые, или Покрытосеменные |  |                                                             |                                                             | семейство Ирисовые |  |                                            |                                              | род Шафран                                   |  |  |  |                    |                      |  |  |
|  | отдел Цветковые, или Покрытосеменные |  |                                                             |                                                             |                    |  |                                            |                                              |                                              |  |  |  |                    |                      |  |  |
|  |                                      |  | ещё 44 порядка цветковых растений (согласно Системе APG II) | ещё 44 порядка цветковых растений (согласно Системе APG II) |                    |  |                                            | ещё 4 подсемейства (согласно Системе APG II) | ещё 4 подсемейства (согласно Системе APG II) |  |  |  | ещё около 80 видов |                      |  |  |
|  |                                      |  |                                                             | ещё 44 порядка цветковых растений (согласно Системе APG II) |                    |  |                                            |                                              | ещё 4 подсемейства (согласно Системе APG II) |  |  |  |                    |                      |  |  |